# Fulda
Fulda er en by i den tyske delstat Hessen ved floden Fulda. Fulda er administrativt centrum i Landkreis Fulda.

## Galleri
- Fulda under renæssancen
- Domkirken i Fulda
- St. Michael-kirken
- Bonifatius
- Fødested for Karl Ferdinand Braun

## Ekstern henvisning
- Wikimedia Commons har flere filer relateret til Fulda
- Fulda Arkiveret 16. oktober 2005 hos  Wayback Machine Byens officielle hjemmeside